# Antonio Aguilar Correa

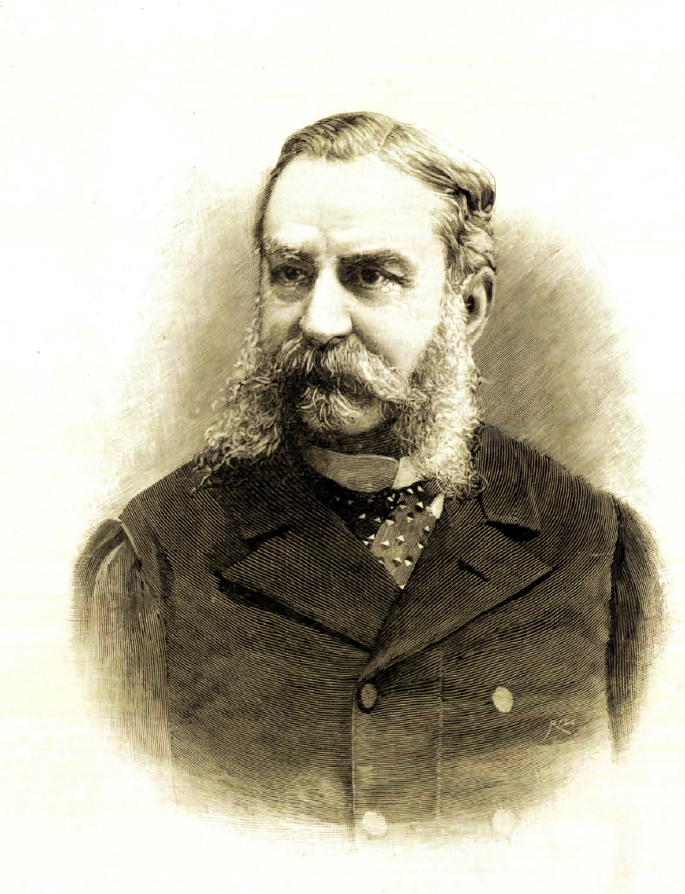
Antonio Aguilar Correa

Antonio Aguilar y Correa, Markgraf (Marqués) de la Vega de Armijo (* 30. Juni 1824 in Madrid; † 13. Juni 1908 ebenda) war ein spanischer Politiker und Regierungspräsident Spaniens (Presidente del Gobierno).

## Leben

### Abgeordneter und Minister
Aguilar Correa begann seine politische Laufbahn im Alter von 30 Jahren, als er 1854 während der zweijährigen Progressistischen Herrschaft von Baldomero Espartero (Bienio Progresista) erstmals zum Abgeordneten des Verfassungsgebenden Parlaments (Congreso de los Diputados) gewählt wurde und diesem bis 1906 angehörte.
1858 trat er der von Leopoldo O’Donnell gegründeten liberalen Union (Unión Liberal) bei. Dieser berief ihn 1861 als Entwicklungsminister (Ministro de Fomento) auch erstmals in seine Regierung. Dieses Amt übte er bis zum 17. Januar 1863 aus. Anschließend war er bis zum 2. März 1863 Innenminister (Ministro de Gobernación) in dessen Kabinett. O’Donnell ernannte ihn außerdem auch am 21. Juni 1865 wieder zum Entwicklungsminister in seinem bis zum 10. Juli 1866 amtierenden dritten Kabinett. Während seiner Amtszeit wurde durch ein königliches Dekret vom 28. März 1866 das Nationale historische Archiv gegründet.
Nach dem Tode seines Förderers O’Donnell am 5. November 1867 schloss er sich dessen Nachfolger als Vorsitzender der liberalen Union, General Francisco Serrano Domínguez, an, mit dem er die Septemberrevolution in Spanien 1868 (La Gloriosa) vorbereitete und die zur Entmachtung von Königin Isabella II. und einer sechsjährigen Revolutionsregierung (Sexenio Revolucionario) führte.
Nach der Wiederherstellung der Monarchie und der Krönung von Alfons XII. zum neuen König wurde er 1874 Botschafter in Paris. Zugleich gehörte er zu den Unterstützern von Práxedes Mateo Sagasta bei der Gründung der progressiven Partei (Partido Progesista). In Sagasta fand er zudem einen neuen politischen Förderer. Dieser berief ihn am 8. Februar 1881 erstmals zum Außenminister (Ministro de Estado) in sein drittes Kabinett, dem er bis zum 13. Oktober 1883 angehörte. Das Amt des Außenministers übernahm er auch im vierten Kabinett von Sagasta vom 12. Juni 1888 bis zum 5. Juli 1890. Schließlich war er noch einmal vom 11. Dezember 1892 bis April 1893 Außenminister in der fünften Regierung Sagastas.

### Parlamentspräsident und Regierungspräsident unter König Alfons XIII.
Im Anschluss daran wurde er im April 1893 erstmals Präsident des Deputiertenkongresses und behielt dieses Amt zunächst bis Mai 1896. Das Amt des Parlamentspräsidenten übte er erneut von April 1898 bis Juni 1899 sowie kurzzeitig von Juni bis Juli 1901 aus. Im April 1902 wurde er als Nachfolger von Segismundo Moret Prendergast erneut Präsident des Deputiertenkongresses und behielt das Amt diesmal bis Mai 1903. Schließlich war er noch einmal von Oktober 1905 bis Januar 1906 Parlamentspräsident.
Am 4. Dezember 1906 wurde er wiederum als Nachfolger von Moret Prendergast von König Alfons XIII. selbst zum Regierungspräsidenten Spaniens (Presidente del Gobierno) ernannt. Seine Regierung wurde jedoch nach Verabschiedung des Haushaltsplans für 1907 bereits am 25. Januar 1907 nach nur 51 Tagen im Amt durch Antonio Maura Montaner abgelöst.

### Ehrenämter und Auszeichnungen
Neben seinen politischen Ämtern übte Aguilar Correa auch mehrere Ehrenämter aus. Bereits am 19. Mai 1866 wurde er zum Mitglied der Real Academia de Ciencias Morales y Políticas ernannt, wo er bis zu seinem Tode den Sessel (Sillón) 11 einnahm. Vom 17. März 1903 bis zu seinem Tode war er Präsident der Akademie.
Am 26. Februar 1892 wurde er außerdem in die Königliche historische Akademie (Real Academia de la Historia) berufen.
Während seiner politischen Laufbahn wurde er unter anderem mit dem Großkreuz des portugiesischen Orden de la Torre y Escada (Turm- und Schwertorden) ausgezeichnet. Zudem war er Ritter (Caballero) des Orden del Toisón de Oro (Orden vom Goldenen Vlies).